# Инсерция
Инсерция (от англ. insertion — вставка) — генетическая мутация, при которой в последовательность ДНК происходит вставка другой последовательности ДНК. Минимальный размер такой вставки составляет один нуклеотид. Инсерция может быть обусловлена перемещением мобильных генетических элементов, вставкой вирусной ДНК, ошибкой при репликации повторяющихся последовательностей ДНК, а также другими механизмами. Если инсерция происходит в кодирующей части гена, и количество нуклеотидов во вставке не кратно трём, то возникает мутация сдвига рамки считывания. Малые инсерции (от 1 до 10000 пар оснований) часто объединяют вместе с микроделециями в один класс генетических нарушений индели (англ. indels).